# Standard & Poor's
Standard & Poor's або S&P — дочірня компанія корпорації McGraw-Hill, що займається аналітичними дослідженнями фінансового ринку. Компанія Standard & Poor's належить до трійки найвпливовіших міжнародних рейтингових агентств. S&P відома також як автор і редактор американського фондового індексу S&P 500 та австралійського S&P 200.

## Кредитні рейтинги

### Довгострокові
Довгострокові кредитні рейтинги оцінюють здатність емітента своєчасно виконувати свої боргові зобов'язання. Рейтингові оцінки S&P позначаються буквами: від оцінки AAA, що присвоюється виключно надійним емітентам, до оцінки D, що присвоюється емітенту, який оголосив про дефолт. Між оцінками AA та B можуть бути проміжні оцінки, які позначаються знаками плюс та мінус (наприклад, BBB +, BBB і BBB-).
- AAA — емітент володіє виключно високими можливостями з виплати відсотків за борговими зобов'язаннями та самих боргів.
- AA — емітент володіє дуже високими можливостями з виплати відсотків за борговими зобов'язаннями та самих боргів.
- A — можливості емітента з виплати відсотків та боргів оцінюються високо, але залежать від економічної ситуації.
- BBB — платоспроможність емітента вважається задовільною.
- BB — емітент платоспроможний, але несприятливі економічні умови можуть негативно вплинути на можливості виплат.
- B — емітент платоспроможний, але несприятливі економічні умови найімовірніше негативно вплинуть на його можливості та готовність здійснювати виплати за боргами.
- ССС — емітент зазнає труднощів з виплатами за борговими зобов'язаннями та його можливості залежать від сприятливих економічних умов.
- CC — емітент зазнає серйозних труднощів з виплатами за борговими зобов'язаннями.
- C — емітент зазнає серйозних труднощів з виплатами за борговими зобов'язаннями, можливо була ініційована процедура банкрутства, але виплати за борговими зобов'язаннями все ще здійснюються.
- SD — емітент відмовився від виплат за деякими зобов'язаннями.
- D — був оголошений дефолт і S&P вважає, що емітент відмовиться від більшості виплат або виплат за всіма зобов'язаннями.
- NR — рейтинг не присвоєний.

### Короткострокові
Короткострокові кредитні рейтинги визначають імовірність своєчасного погашення короткострокових боргових зобов'язань. Оцінки за короткостроковими борговими зобов'язаннями позначаються буквами та цифрами: від найвищої оцінки A-1 до найнижчої оцінки D. Надійніші зобов'язання з категорії A-1 можуть бути позначені додатковим знаком плюс. Оцінки з категорії B також можуть бути позначені цифрою (B-1, B-2, B-3).
- A-1 — емітент володіє виключно високими можливостями з погашення даного боргового зобов'язання.
- A-2 — емітент володіє високими можливостями з погашення даного боргового зобов'язання, але ці можливості чутливіші до несприятливих економічних умов.
- А-3 — несприятливі економічні умови цілком імовірно послаблять можливості емітента щодо погашення даного боргового зобов'язання.
- B — боргове зобов'язання має спекулятивний характер. Емітент має можливості з його погашення, але ці можливості дуже чутливі до несприятливих економічних умов.
- C — можливості емітента щодо погашення даного боргового зобов'язання обмежені та залежать від наявності сприятливих економічних умов.
- D — за даним короткостроковим борговим зобов'язанням був оголошений дефолт.

| S&P         | S&P           | Fitch       | Fitch         | Moody’s     | Moody’s       | Узагальнене значення | Тип                                     | Тип                                     |
| Довго-терм. | Коротко-терм. | Довго-терм. | Коротко-терм. | Довго-терм. | Коротко-терм. | Узагальнене значення | Тип                                     | Тип                                     |
| AAA         | A-1+          | AAA         | F1            | Aaa         | P-1           | Емітент володіє виключно високими можливостями з виплати відсотків за борговими зобов'язаннями та самих боргів.                                              | Інвестиційні рейтинги (обмежені ризики) | Інвестиційні рейтинги (обмежені ризики) |
| AA+         | A-1+          | AA+         | F2            | Aa1         | P-1           | Емітент володіє надзвичайно високими можливостями з виплати відсотків за борговими зобов'язаннями та самих боргів.                                           | Інвестиційні рейтинги (обмежені ризики) | Інвестиційні рейтинги (обмежені ризики) |
| AA          | A-1+          | AA          | F2            | Aa2         | P-1           | Емітент володіє надзвичайно високими можливостями з виплати відсотків за борговими зобов'язаннями та самих боргів.                                           | Інвестиційні рейтинги (обмежені ризики) | Інвестиційні рейтинги (обмежені ризики) |
| AA-         | A-1+          | AA-         | F2            | Aa3         | P-1           | Емітент володіє надзвичайно високими можливостями з виплати відсотків за борговими зобов'язаннями та самих боргів.                                           | Інвестиційні рейтинги (обмежені ризики) | Інвестиційні рейтинги (обмежені ризики) |
| A+          | A-1           | A+          | F3            | A1          | P-1           | Можливості емітента з виплати відсотків та боргів оцінюються високо, однак залежать від економічної ситуації.                                                | Інвестиційні рейтинги (обмежені ризики) | Інвестиційні рейтинги (обмежені ризики) |
| A           | A-1           | A           | F3            | A2          | P-1           | Можливості емітента з виплати відсотків та боргів оцінюються високо, однак залежать від економічної ситуації.                                                | Інвестиційні рейтинги (обмежені ризики) | Інвестиційні рейтинги (обмежені ризики) |
| A-          | A-2           | A-          | F3            | A3          | P-2           | Можливості емітента з виплати відсотків та боргів оцінюються високо, однак залежать від економічної ситуації.                                                | Інвестиційні рейтинги (обмежені ризики) | Інвестиційні рейтинги (обмежені ризики) |
| BBB+        | A-2           | BBB+        | F3            | Baa1        | P-2           | Платоспроможність емітента вважається задовільною. | Інвестиційні рейтинги (обмежені ризики) | Інвестиційні рейтинги (обмежені ризики) |
| BBB         | A-3           | BBB         | B             | Baa2        | P-3           | Платоспроможність емітента вважається задовільною. | Інвестиційні рейтинги (обмежені ризики) | Інвестиційні рейтинги (обмежені ризики) |
| BBB-        | A-3           | BBB-        | B             | Baa3        | P-3           | Платоспроможність емітента вважається задовільною. | Інвестиційні рейтинги (обмежені ризики) | Інвестиційні рейтинги (обмежені ризики) |
| BB+         | B             | BB+         | B             | Ba1         | NP            | Емітент платоспроможний, але несприятливі економічні умови можуть негативно вплинути на можливості виплат.                                                   | Спекулятивні рейтинги (існують ризики)  | Спекулятивні рейтинги (існують ризики)  |
| BB          | B             | BB          | B             | Ba2         | NP            | Емітент платоспроможний, але несприятливі економічні умови можуть негативно вплинути на можливості виплат.                                                   | Спекулятивні рейтинги (існують ризики)  | Спекулятивні рейтинги (існують ризики)  |
| BB-         | B             | BB-         | B             | Ba3         | NP            | Емітент платоспроможний, але несприятливі економічні умови можуть негативно вплинути на можливості виплат.                                                   | Спекулятивні рейтинги (існують ризики)  | Спекулятивні рейтинги (існують ризики)  |
| B+          | B             | B+          | B             | B1          | NP            | Емітент платоспроможний, але несприятливі економічні умови найімовірніше негативно вплинуть на його можливості та готовність здійснювати виплати за боргами. | Спекулятивні рейтинги (існують ризики)  | Спекулятивні рейтинги (існують ризики)  |
| B           | B             | B▲          | B             | B2          | NP            | Емітент платоспроможний, але несприятливі економічні умови найімовірніше негативно вплинуть на його можливості та готовність здійснювати виплати за боргами. | Спекулятивні рейтинги (існують ризики)  | Спекулятивні рейтинги (існують ризики)  |
| B-          | B             | B-          | B             | B3          | NP            | Емітент платоспроможний, але несприятливі економічні умови найімовірніше негативно вплинуть на його можливості та готовність здійснювати виплати за боргами. | Спекулятивні рейтинги (існують ризики)  | Спекулятивні рейтинги (існують ризики)  |
| CCC+        | C             | CCC+        | C             | Caa1        | NP            | Емітент зазнає труднощів з виплатами за борговими зобов'язаннями та його можливості залежать від сприятливих економічних умов.                               | Т.зв. «сміття» (високі ризики)          |                                         |
| CCC         | C             | CCC ▬       | C             | Caa2        | NP            | Емітент зазнає труднощів з виплатами за борговими зобов'язаннями та його можливості залежать від сприятливих економічних умов.                               | Т.зв. «сміття» (високі ризики)          |                                         |
| CCC         | C             | CCC-        | C             | Caa2        | NP            | Емітент зазнає труднощів з виплатами за борговими зобов'язаннями та його можливості залежать від сприятливих економічних умов.                               | Т.зв. «сміття» (високі ризики)          |                                         |
| CCC         | C             | CC          | C             | Caa2        | NP            | Емітент зазнає труднощів з виплатами за борговими зобов'язаннями та його можливості залежать від сприятливих економічних умов.                               | Т.зв. «сміття» (високі ризики)          |                                         |
| CCC-        | C             | C           | C             | Caa3        | NP            | Зазвичай неплатоспроможні компанії | Т.зв. «сміття» (високі ризики)          |                                         |
| CC          | C             | RD          | D             | Ca          | NP            | Частковий дефолт. | Т.зв. «сміття» (високі ризики)          |                                         |
| C           | C             | D           | D             | C           | NP            | Дефолт. Банкрутство. | Т.зв. «сміття» (високі ризики)          |                                         |
| SD          | D             | D           | D             | C           | NP            | Дефолт. Банкрутство. | Т.зв. «сміття» (високі ризики)          |                                         |
| D           | D             | D           | D             | C           | NP            | Дефолт. Банкрутство. | Т.зв. «сміття» (високі ризики)          |                                         |

## Рейтинги корпоративного управління
Рейтинг GAMMA [Архівовано 12 квітня 2011 у Wayback Machine.] (абревіатура, утворена від англійських слів governance, accountability, management metrics та analysis - корпоративне управління, підзвітність, менеджмент та аналіз) являє собою оцінку нефінансових ризиків, пов'язаних з купівлею акцій компаній на ринках, що розвиваються, та призначений для інвесторів, які вкладають кошти в акції цих компаній.
Рейтинг GAMMA відображає думку Standard & Poor's про відносні плюси і мінуси практики корпоративного управління даної компанії з точки зору інтересів інвесторів, тобто про здатність компанії не допустити зниження своєї вартості через можливі недоліки у системі корпоративного управління або невміння створити вартість.

### Історія розвитку рейтингів РКУ і GAMMA
У 1998 році компанія Standard & Poor's почала розробляти критерії та методологію оцінки практики корпоративного управління [Архівовано 8 жовтня 2006 у Wayback Machine.], а з 2000 року — проводити незалежний інтерактивний аналіз системи корпоративного управління в компаніях та банках. Аналітичні продукти Служби рейтингів корпоративного управління допомагають керівникам компаній, інвесторам та іншим стейкхолдерам в оцінці практики корпоративного управління та прийняття вірних ділових та інвестиційних рішень.
У 2007 році методологія аналізу корпоративного управління була суттєво переглянута. Метою цього перегляду була переорієнтація продукту на оцінку інвестиційних ризиків, а також збагачення критеріїв за рахунок накопиченого досвіду з оцінки корпоративного управління. У процесі присвоєння рейтингу GAMMA аналізується ряд ризиків, різних за імовірністю та ступенем впливу на вартість компанії. Результатом цього аналізу стає висновок про можливі сукупні втрати вартості або втрачені можливості щодо створення вартості у процесі неефективного корпоративного управління. Останні події на світовому фінансовому ринку підкреслили важливість наявності у компаній чіткої стратегії та системи управління ризиками. Методологія рейтингу GAMMA включає два важливих елементи, які досліджують ці сфери управління, оскільки саме вони становлять великий інтерес для інвесторів. Крім того, включення цих елементів до аналізу сприяє формуванню культури грамотного управління ризиками в компаніях-емітентах та підкреслює важливість довгострокового, стратегічного підходу до керівництва бізнесом.

### Компоненти методології GAMMA
1. Вплив акціонерів
2. Права акціонерів
3. Прозорість, аудит та корпоративна система управління ризиками
4. Ефективність роботи Ради директорів, стратегічного процесу та системи винагороди

### Рейтингова шкала GAMMA
Рейтинг GAMMA присвоюється за шкалою від GAMMA-1 (найнижчий бал) до GAMMA-10 (найвищий бал).
- GAMMA-10 або 9 — присвоюється компанії, яка, на думку Standard & Poor's, має дуже сильні процеси та практику корпоративного управління. Компанії, які отримали рейтинг GAMMA цього рівня, мають незначні недоліки в деяких з основних складових системи корпоративного управління.

- GAMMA-8 або 7 — присвоюється компанії, яка, на думку Standard & Poor's, має сильні процеси та практику корпоративного управління. Компанії, які отримали рейтинг GAMMA цього рівня, мають деякі недоліки в певних основних складових системи корпоративного управління.

- GAMMA-6 або 5 — присвоюється компанії, яка, на думку Standard & Poor's, має середні процеси та практику корпоративного управління. Компанії, які отримали рейтинг GAMMA цього рівня, мають недоліки в деяких основних складових системи корпоративного управління.

- GAMMA-4 або 3 — присвоюється компанії, яка, на думку Standard & Poor's, має слабкі процеси та практику корпоративного управління. Компанії, які отримали рейтинг GAMMA цього рівня, мають значні недоліки в деяких основних складових системи корпоративного управління.

- GAMMA-2 або 1 — присвоюється компанії, яка, на думку Standard & Poor's, має дуже слабкі процеси та практику корпоративного управління. Компанії, які отримали рейтинг GAMMA цього рівня, мають значні недоліки в більшості основних складових системи корпоративного управління.

## Дослідження інформаційної прозорості
Дослідження інформаційної прозорості — це аналітичний проект Служби рейтингів корпоративного управління Standard & Poor's. Дослідження присвячено оцінці рівня розкриття компаніями та банками (в тому числі в Україну) суттєвої корпоративної інформації та зазвичай охоплює найбільші компанії, які мають найбільш ліквідні акції. Аналіз проводиться щодо максимального рівня, бажаного для «раціонального міжнародного інвестора».

## Індекси
- Індекс Кейса — Шиллера - індекс цін на житло, публікується щоквартально.

## Публікації
Щотижня Standard & Poor's публікує аналітичний огляд фондового ринку «The Outlook», доступний передплатникам у друкованій та в інтернет-версії.
Служба рейтингів корпоративного управління публікує щомісячний інформаційний бюлетень GAMMA (GAMMA Newsletter) [Архівовано 21 лютого 2011 у Wayback Machine.], в якому аналітики коментують події у сфері корпоративного управління в країнах BRIC та інших ринках, що розвиваються.

## Виноски
1. ↑  Standard & Poor's, Key Statistics. Архів оригіналу за 16 серпня 2011. Процитовано 10 лютого 2011.
2. ↑  Ukraine Ratings Raised To 'B' On Improved Macroeconomic Management; Outlook Stable. S&P Global Ratings. 27 вересня 2019. Архів оригіналу за 29 вересня 2019.
3. ↑  Fitch Upgrades Ukraine to 'B'; Outlook Positive. www.fitchratings.com (англ.). 6 вересня 2019. Архів оригіналу за 5 червня 2020. Процитовано 5 червня 2020.
4. ↑  Moody's upgrades Ukraine's rating to Caa1 from Caa2; outlook changed to stable from positive. Moodys.com (англ.). 21 грудня 2018. Процитовано 5 червня 2020.
5. ↑  Fitch снизило суверенный рейтинг Украины до "CCC". LB.ua (рос.). 23 серпня 2014. Архів оригіналу за 5 червня 2020. Процитовано 5 червня 2020.